# Professore invitato
Un professore invitato, professore ospite o professore visitatore, nel lessico accademico, indica uno studioso che passa un periodo di tempo limitato (solitamente un anno) in un'università straniera (mobilità accademica). Si tratta di uno status accademico che, a seconda dell'istituzione ospitante, può essere retribuito o no.
Le due qualifiche non sono equivalenti: il termine "professore invitato" si utilizza quando il docente è chiamato a svolgere anche un'attività didattica, mentre si parla di "professore ospite" quando l'impegno riguarda esclusivamente un'attività di ricerca. Per il principio dell'autonomia universitaria, le modalità per la selezione dei docenti stranieri e per l'attribuzione della qualifica sono decise in genere dai singoli atenei, sulla base di apposite deliberazioni.
In alcuni Paesi (ad esempio gli Stati Uniti) il visto d'ingresso viene concesso esclusivamente per il motivo che ha determinato il viaggio-studio, e non si può quindi estenderlo semplicemente trovandosi un lavoro. In Italia invece i professori visitatori sono considerati lavoratori autonomi.
Lo status di professore invitato si ottiene, solitamente, grazie a particolari competenze o abilità in un determinato campo (per cui, ad esempio, si viene invitati per effettuare cicli di lezioni come visiting professor, o per un ciclo di conferenze), oppure per approfondire - grazie all'apporto di fondi provenienti dal paese ospitante - una qualche ricerca iniziata nel paese di provenienza (visiting researcher o research fellow). Dizioni quali visiting lecturer o visiting scholar hanno il medesimo significato, il loro utilizzo dipende dal paese e dall'Università ospitante. 